# Abraham Ford
Abraham Ford é um personagem fictício da série em quadrinhos The Walking Dead, sendo retratado por Michael Cudlitz na série de televisão americana de mesmo nome da AMC. Ele é introduzido em ambas as mídias como um homem convicto de suas ideias, Abraham tem viajado por todo o país com seus companheiros Rosita Espinosa e Eugene Porter, com a esperança de chegar a Washington, D.C, onde está localizada uma suposta cura para a doença.

## Biografia fictícia

### Quadrinhos
Abraham, juntamente com Eugene Porter e Rosita Espinosa, faziam parte de um grupo maior vindo de Houston. Seu acampamento foi invadido por mortos-vivos semanas antes, e Eugene convenceu-os de ir para Washington, D.C, onde ele afirma que que pode trabalhar numa cura para a doença, já que é um cientista. O trio aparece pela primeira vez na fazenda de Hershel logo após a destruição da prisão. Abraham diz que aos sobreviventes que precisa adquirir suprimentos para a viagem a Washington, e os convida para ir junto. Inicialmente, não há hostilidade entre Abraham e os outros sobreviventes, particularmente com Rick Grimes. Quando Maggie Greene tenta o suicídio, ele chega perto de atirar em sua cabeça antes de ela retornar a consciência, mesmo quando Rick aponta uma arma para sua cabeça e ordena-lhe que não o faça. O argumento de Rick enfurece Abraham, e Abraham quase o mata na manhã seguinte. Um morto-vivo interrompe seu plano, e Abraham salva Rick desta vez.
Durante um desvio de rota para a cidade natal de Rick, eles se deparam com um grupo de bandidos que tentam estuprar Carl. Abraham auxilia no resgate de Carl e assiste Rick estripar um deles. Na manhã seguinte, Rick e Abraham formam um vínculo depois que eles percebem que sofreram perdas semelhantes. Depois de reunir alguns suprimentos na cidade natal de Rick e Carl, Abraham recruta Morgan Jones, e os quatro fazem a viagem de volta ao encontro dos sobreviventes. Durante esta viagem, eles se deparam com uma manada de mortos-vivos (a maior já vista), e imediatamente tentam rompê-la. Em vez disso, eles abandonam o carro. A pé, Carl é quase morto e Abraham resgata-o. Eles se reagrupam com o resto de sua equipe e partem para Washington.
No caminho, eles encontram dois sobreviventes misteriosos, e Abraham é cauteloso em suas verdadeiras intenções. Ele insiste para Rick que eles devem seguir de qualquer maneira devido a suas opções limitadas. Eles logo se deparam e integram-se em Alexandria, onde Abraham (devido a sua força física) é feito chefe da equipe de construção, onde ele testemunha a corrupção com os outros membros da tripulação sacrificando um deles, uma jovem mulher chamada Holly. Ele se aproxima dela, o que leva os dois a ficarem cada vez mais próximos uns dos outros, e, eventualmente, eles mantêm um caso amoroso sem o conhecimento de Rosita. Abraham inicialmente sente culpa sobre trair Rosita, mas racionaliza sua ação como normal por causa do novo mundo em que estão vivendo. Ele rompe seu relacionamento com Rosita e volta para os braços de Holly. Em um momento, Holly sugere que ele assuma o lugar de Rick, embora isso nunca venha a acontecer. Abraham continua a ajudar a matar zumbis em seu trabalho diário, nos meses que se passam.
Quando os zumbis invadem Alexandria, Abraham foi muito útil junto com Andrea já que ambos conseguiram eliminar grande parte dos zumbis. Mais tarde, quando Abraham estava conversando com Eugene sobre seu caso de amor com Holly e dando-lhe o caminho livre para ele se apaixonar por Rosita, de repente os salvadores emboscaram e surpreendentemente um tiro de besta acerta seu olho esquerdo, matando-o, o assassino revela se identificar como Dwight acompanhado de outros salvadores e mantém Eugene cativo. Logo após que Eugene consegue escapar, Andrea vem em seu auxilio tirando e matando vários salvadores e forçando Dwight e outros a fazerem a retirada. No dia seguinte, os restos mortais de Abraham são velados na comunidade.

### Série de TV

Abraham Ford retratado na série de televisão por Michael Cudlitz.

Assim como nos quadrinhos, Abraham (Michael Cudlitz) era sargento do exército. Na série de televisão ele tinha uma esposa chamada Ellen e dois filhos, Becca e A.J. Toda família então morreu em algum momento durante o apocalipse e Abraham acabou encontrando Eugene, que o pede para lhe escoltar até Washington, DC.

#### Quarta Temporada
Abraham é visto pela primeira vez ao lado de Rosita (Christian Serratos) e Eugene (Josh McDermitt), na segunda metade da quarta temporada da série. Eles encontram Tara Chambler (Alanna Masterson) e Glenn Rhee (Steven Yeun), este último inconsciente na estrada, depois que eles escapam das ruínas de uma prisão destruída. A princípio, Glenn se recusa a ajudar Abraham por querer procurar Maggie (Lauren Cohan), mas Abraham o acusa de estar perturbando sua missão. Abraham revela que Eugene sabe o que causou o apocalipse, e uma vez que as comunicações de Eugene com funcionários do governo foram cortadas, Eugene e seu grupo estão em seu caminho para Washington, DC. Glenn obstinadamente tenta abandonar o trio, mas depois de Abraham insistir que Maggie está morta, Glenn dá um soco em sua face, iniciando um conflito físico com Abraham. Enquanto Tara e Rosita tentam parar a luta, Eugene rompe o tanque de combustível do caminhão ao tentar atirar em zumbis. O grupo elimina a horda zumbi, após o qual Glenn caminha de volta no caminho que eles vieram para encontrar Maggie, seguido por Tara e Rosita. Com o caminhão fora da comissão, Eugene diz a Abraham que eles devem ajudar Glenn a procurar Maggie, e logo depois devem retomar sua viagem para a capital. Abraham junta-se a Glenn e Tara para procurar Maggie, mas logo os deixa quando eles insistem em entrar em um túnel cheio de zumbis. Entretanto, Rosita encontra Maggie com Sasha (Sonequa Martin-Green) e Bob (Lawrence Gilliard Jr.) e os levam até Glenn, que ainda está preso no túnel. Abraham mata todos os zumbis que quase devoraram Tara e Glenn, e todos se juntam para partir para Terminus. Uma vez em Terminus, todos eles são presos em um vagão de trem junto com Rick (Andrew Lincoln), Carl (Chandler Riggs), Michonne (Danai Gurira) e Daryl (Norman Reedus).

#### Quinta Temporada
O grupo é salvo por Carol (Melissa McBride), que causa uma explosão no local. Depois de saírem da comunidade (que já está detonada) eles encontram um padre chamado Gabriel (Seth Gilliam), que os leva até sua igreja. Na igreja, Abraham incentiva todos a continuarem a missão até Washington para acabar com a epidemia, o grupo aceita, porém três deles somem um pouco depois.. Quando Bob reaparece e conta a todos que tinha sido capturado pelos sobreviventes de Terminus, Abraham decide ir embora com Eugene e Rosita, porém, com a proposta de Glenn que se eles ficassem e ajudassem a eliminar os canibais de Terminus, Glenn, Maggie e Tara iriam com eles. Depois de uma emboscada que o grupo da nos canibais e os mata, Abraham pega seus companheiros Rosita, Eugene, Glenn, Maggie e Tara e segue sua jornada para Washington no ônibus da igreja. No caminho para Washington, Eugene revela que não há cura fazendo Abraham espancá-lo por sua mentira. Após isso, ele e seu grupo decidem voltar para a igreja e a encontra infestada de zumbis. Michonne revela que o resto do grupo foi com Rick até Atlanta resgatar Beth Greene (Emily Kinney), e com isso, todos partem para cidade e chegam minutos após a morte de Beth, que deixou Maggie arrasada. Os sobreviventes decidem partir para Washington mesmo assim, e no caminho, o grupo sofre mais uma perda, a morte de Tyreese (Chad Coleman).
Os sobreviventes encontram Aaron (Ross Marquand) e Eric (Jordan Woods-Robinson), e Abraham é cauteloso em suas verdadeiras intenções. Os homens desconhecidos convencem Abraham e seu grupo a se tornarem membros de sua comunidade e todos integram-se na Zona Segura de Alexandria, onde Abraham (devido a sua força física) é feito membro da equipe de construção, pela líder Deanna Monroe (Tovah Feldshuh). Deanna dá uma festa de boas-vindas para o novo grupo que Abraham frequenta com Rosita, mas eles ficam preocupados com a normalidade até que veem cerveja e Abraham fica um pouco bêbado. Mais tarde, ele fala com Michonne sobre como suas vidas estão finalmente parecendo melhores, mas também sobre a dificuldade de deixar para trás a estrada e igualmente o perigo de se estabelecer no qual Michonne concorda, depois que ela observa com humor o quão bêbado ele está. Mais tarde, enquanto trabalha no canteiro de obras, um grupo de zumbis aparecem e Francine (Dahila Leault) está cercada por eles e, embora Tobin (Jason Douglas) esteja disposto a abandoná-la, Abraham a salva. Depois, Abraham confronta Tobin sobre o assunto, antes que Francine dê um soco nele, e como os outros sugerem voltar, Abraham insiste que eles continuem e lhes dá instruções para posicionar os guardas e descarregar os materiais com os quais concordam. Tobin mais tarde conta a Deanna sobre as ações de Abraham e ela decide designá-lo como líder da equipe de construção.
No final da temporada, após o confronto de Rick e Pete Anderson (Corey Bill), Deanna considera expulsá-lo. Abraham se encontra com Rick, Glenn, Carol e Michonne para discutir o assunto e Carol diz a ele para inventar uma história de ter uma arma de preocupação com a segurança de Jessie, mas Abraham pergunta o plano decisivo se os moradores não acreditarem. Rick então diz a eles que se as coisas derem errado, ele, Carol e Michonne manterão Deanna, Reg e Spencer como reféns enquanto Abraham e Glenn os cobrem para que possam invadir o arsenal. Mais tarde, Abraham comparece ao encontro de Deanna com Carol, Eugene, Michonne, Maggie e defende as ações de Rick e depois presencia Pete bebado matar Reg com a espada de Michonne durante uma tentativa de assassinato contra a vida de Rick, Abraham ataca com raiva o ainda irado Pete e mantém sua cabeça baixa enquanto Rick o executa sob as ordens de Deanna e testemunha a chegada de Morgan Jones (Lennie James), Aaron e Daryl.

#### Sexta Temporada
Dias depois, Rick diz para toda a comunidade que uma pedreira próxima está invadida por zumbis mantidos presos apenas por alguns caminhões nas saídas, razão pela qual Alexandria nunca foi invadida antes. A pedreira está em perigo de colapso e Rick propõe redirecionar o rebanho para a estrada principal e longe de Alexandria. Abraham se oferece para ajudar Sasha e Daryl a atrair os caminhantes na estrada para ficarem à frente deles, insistindo que ele não pode fazer isso sozinho. Abraham e Sasha pegam um carro e viajam com Daryl ao longo da estrada principal, mas Abraham salta brevemente do carro e se joga nos zumbis para mantê-los seguindo o carro. No entanto, quando eles estão na metade de seu plano, uma buzina soa, distraindo metade do rebanho. Daryl insiste em ir ajudar Rick, mas Abraham e Sasha insistem que ele fique ou suas vidas estarão em perigo. Por fim, Daryl cai em si e se junta a eles em continuar levando o rebanho embora.
Mais tarde, após dirigirem 20 milhas como planejado o trio começa sua viagem para casa, mas são emboscados por outros sobreviventes em um carro que separam Daryl de Abraham e Sasha. Sasha e Abraham chegam numa cidade próxima para encontrar abrigo. Abraham insiste em matar zumbis desnecessariamente sob o risco de se expor a um perigo maior e isso acaba encomodando sasha. Ela o confronta sobre sua imprudência, mas ele não se importa. Mais tarde, os dois são encontrados por Daryl e eles começam a dirigir de volta para Alexandria e são parados por vários motoqueiros que reivindicam todos os seus suprimentos para pertencer a Negan (Jeffrey Dean Morgan). Abraham é mantido sob a mira de uma arma pelo líder, ao qual Sasha tenta negociar para salvar sua vida. Ambos são então mantidos sob a mira de uma arma prestes a morrer, mas os motoqueiros são mortos em uma explosão causada por Daryl com um RPG. Quando Glenn está prestes a ser morto por uma rebanho de zumbis que invadiram Alexandria, Abraham e Sasha salvam sua vida e ajudam os outros a matar o restante do rebanho.
Dois meses se passam e Abraham e Sasha continuam se unindo em patrulhas. Mais tarde, ao se comprometer em manter a segurança de uma comunidade chamada Hilltop, Abraham vai com os outros atacar a base dos Salvadores (grupo de Negan) e mata alguns bandidos. Ao passar dos dias, Abraham e Sasha iniciam um relacionamento e estão felizes juntos, após o homem romper com Rosita. Quando Maggie tem complicações durante sua gravidez, Abraham vai com um grupo para levar a mulher até a Colônia Hilltop, para ela ter assistência médica. O grupo logo se vê encurralado pelos salvadores, e tentam procurar rotas seguras. Abraham fala com Sasha sobre a possibilidade de ter filhos, e Sasha questiona se estaria preparada para assumir essa responsabilidade. Depois, Abraham e os outros levam Maggie em uma maca pela floresta e são capturados e forçados a se ajoelhar quando Negan chega, decidindo matar um deles por eles terem matado alguns de seus homens.

#### Sétima Temporada
Na estréia da sétima temporada "The Day Will Come When You Won't Be", é revelado que Abraham foi a vítima escolhida por Negan para morrer em suas mãos. Ao dar a Sasha o sinal de paz em despedida, Negan bate em sua cabeça com seu taco Lucille. Quando Abraham se senta novamente, ele desafiadoramente diz a Negan que "poderia ir para o inferno", e Negan bate na cabeça dele várias vezes até que seu crânio seja completamente esmagado. Depois que Daryl bate em Negan furiosamente em retaliação, como punição, Negan prossegue matando Glenn da mesma maneira. Depois que Negan e os Salvadores partem, os cadáveres de Abraham e Glenn são colocados em um caminhão que Maggie e Sasha levam para Hilltop para serem enterrados. Um Rick devastado então alucina um estilo de vida idealista em Alexandria com todos, incluindo Abraham e Glenn, jantando juntos.
No episódio final da temporada "The First Day of the Rest of Your Life", Abraham é mostrado em um flashback com Sasha enquanto os dois discutem os planos problemáticos de trazer Maggie para a colônia Hilltop. Foi revelado durante o episódio que Sacha havia ingerido uma cápsula de veneno fornecida por Eugene na tentativa de frustrar os planos de Negan em Alexandria. Durante a viagem do Santuário para Alexandria, Sasha foi mostrada relembrando a conversa com Abraham antes de se juntar ao grupo que eventualmente seria interceptados e capturados pelos Salvadores.

## Desenvolvimento e recepção

### Escolha para o elenco
Os personagens de Abraham, Eugene e Rosita foram anunciados pela primeira vez em uma chamada de elenco (codificado "John Tyler") para o Episódio 10 em julho de 2013. O nome real do personagem e do ator que interpretou o papel (Cudlitz) foram confirmado no The Hollywood Reporter.

### Reposta da crítica
Dan Phillips da IGN elogiou a introdução de Abraham na edição 53. Para a próxima edição, ele elaborou dizendo: "Abraham [...] traz uma tonelada de valor de entretenimento, já que ele é tão hábil em matar zumbis quanto qualquer pessoa que que conhecemos até agora na série, e muito mais viciados na maldição. Seu diálogo é hilariante e vulgar, mas de uma forma honesta e direta, claramente se desenvolveu antes da peste e depois foi refinado por um caminho de dificuldades”.
Abraham era popular entre os fãs principalmente por causa de sua força e frases únicas. Desde que o personagem foi morto na estreia da sétima temporada, os fãs esperavam que Abraham chegasse ao spin-off da série The Walking Dead, Fear the Walking Dead. Cudlitz respondeu a isso em uma convenção dizendo: "Isso seria incrível".